# Stefan Trobisch-Lütge
Stefan Trobisch-Lütge (* 1961 als Stefan Trobisch) ist ein deutscher Psychologe und Psychoanalytiker.

## Werdegang
Stefan Trobisch-Lütge studierte Psychologie in Berlin. Nach dem Diplom erhielt er eine psychotherapeutische Ausbildung am C.G.-Jung-Institut in Stuttgart und später auch am Institut für Psychotherapie in Berlin. Er praktiziert als Psychotherapeut speziell auf dem Feld der Traumatherapie.
Gemeinsam mit dem Bürgerrechtler und Schriftsteller Jürgen Fuchs gründete er 1998 die „Beratungsstelle Gegenwind“. Sie bietet psychosoziale und psychotherapeutische Hilfe für politisch Traumatisierte der SED-Diktatur in der DDR an. Nach Fuchs’ Tod übernahm er die Leitung.
2011 promovierte er an der Freien Universität Berlin im Fachbereich Erziehungswissenschaften und Psychologie mit dem Titel Überwachte Vergangenheit – Auswirkungen politischer Verfolgung der SED-Diktatur auf die Zweite Generation.
Am 4. Oktober 2010 verlieh Bundespräsident Christian Wulff Trobisch-Lütge das Bundesverdienstkreuz am Bande. Das Bundespräsidialamt führt zur Begründung der Ehrung u. a. aus: „Mit seinem Team leistet er psychosoziale und psychotherapeutische Hilfe, berät bei Rehabilitierungsverfahren und begleitet Selbsthilfegruppen zur Verarbeitung der traumatischen Erlebnisse. Darüber hinaus trägt Herr Trobisch-Lütge mit Lesungen aus seinem Buch ‚Das späte Gift‘ und Vorträgen dazu bei, die Erinnerung an die Opfer der SED-Diktatur wach zu halten.“

## Auszeichnungen
- 2010 Bundesverdienstkreuz am Bande
- 2018 Karl-Wilhelm-Fricke-Preis für die geleistete Arbeit in der Beratungsstelle Gegenwind.[3]

## Schriften
- Panik und Bestürzung auslösen: Die Praxis der „operativen Psychologie“ des Staatssicherheitsdienstes und ihre Folgen traumatischen Folgen. In: Klaus-Dieter Müller, Annegret Stephan (Herausgeber): Die Vergangenheit lässt uns nicht los: Haftbedingungen politischer Gefangener in der SBZ/DDR und deren gesundheitliche Folgen. Berlin-Verlag Arno Spitz, Berlin 1998, ISBN 3-87061-812-4, S. 173–195 (als Stefan Trobisch, gemeinsam mit Klaus Behnke)
- Das späte Gift: Folgen politischer Traumatisierung in der DDR und ihre Behandlung. Psychosozial-Verlag, Gießen 2004, ISBN 3-89806-301-1[4][5]
- Überwachte Vergangenheit : Auswirkungen politischer Verfolgung der SED-Diktatur auf die Zweite Generation. Dissertation, Freie Universität Berlin 2010
- Verborgene Wunden: Spätfolgen politischer Traumatisierung in der DDR und ihre transgenerationale Weitergabe. Psychosozial-Verlag, Gießen 2015, ISBN 978-3-8379-2488-6 (als Herausgeber, gemeinsam mit Karl-Heinz Bomberg)